# Матвеевский сельский совет (Вольнянский район)
Матвеевский сельский совет (укр. Матвіївська сільська рада) — входит в состав
Вольнянского района
Запорожской области
Украины.
Административный центр сельского совета находится в 
с. Матвеевка.

## История
- 1926 — дата образования.

## Населённые пункты совета
- с. Матвеевка